# Jean-Marie Pierret
Pour les articles homonymes, voir Pierret.
Jean-Marie Pierret, né à Tronquoy le 26 mars 1942, est un romaniste belge spécialisé dans la langue wallonne. Il est l'auteur de plusieurs études en toponymie et en dialectologie wallonne.
Il est membre de la Société de langue et de littérature wallonnes et de la Commission royale de toponymie et de dialectologie. Il a notamment écrit un livre sur la phonétique de la langue française. Il a enseigné toute sa carrière à l'université catholique de Louvain et vit actuellement à Limelette, en Brabant wallon.